# Colera

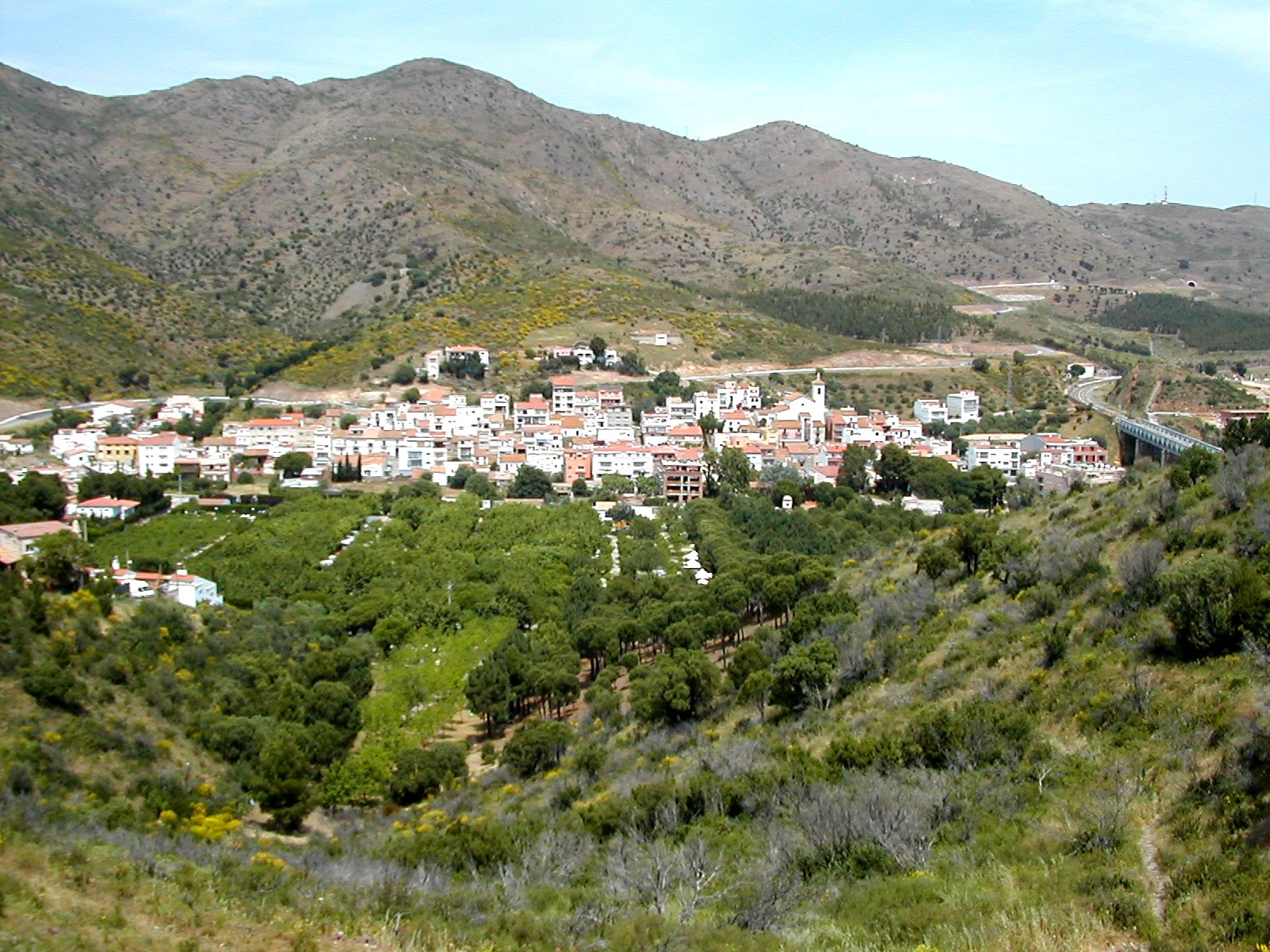

Colera est une commune espagnole de Catalogne située dans la province de Gérone et la comarque d'Alt Empordà.

## Géographie

### Localisation
Le territoire de Colera s'étend sur 24,21 km2 entre le massif pyrénéen des Albères, à la frontière avec la France, et la mer Méditerranée. Il correspond aux bassins versants des deux fleuves côtiers que sont la riera de Molinàs et la riera de Garbet. Le littoral de Colera est situé entre ceux de Portbou et de Llançà et comprend les plages des barques, des morts, de la Font Rovellade et de Garbet.

### Communes limitrophes
| Banyuls-sur-Mer (fr) | Portbou |                  |
| Rabós                | Colera  | Mer Méditerranée |
|                      | Llançà  |                  |

### Voies de communication et transports
La commune possède une gare située sur la ligne Barcelone - Gérone - Portbou.

## Histoire
Le platane au centre de la place principale de Colera a été planté en 1898.[réf. nécessaire]

## Culture locale et patrimoine
- Château de Molinàs